# نس آن آمستل
نس آن آمستل (به هلندی: Nes aan de Amstel) یک منطقهٔ مسکونی در هلند است که در آمستل‌فین واقع شده‌است. نس آن آمستل ۴۸۰ نفر جمعیت دارد.